# Isquemia crónica
La isquemia crónica es la situación clínica caracterizada por un aporte deficitario de sangre,  en un determinado territorio vascular, que se desarrolla de manera progresiva.

## Síntomas
Por su carácter crónico, la presentación clínica es progresiva, comenzando de forma insidiosa con alteraciones en la piel o en el crecimiento del vello o de las uñas para continuar con la sintomatología típica denominada claudicación intermitente y consistente en dolor en las extremidades inferiores después de caminar una distancia determinada. Este dolor cede después de unos minutos de descanso, apareciendo de nuevo al recorrer esa misma distancia. En estadios más avanzados, aparece dolor incluso en reposo y, si la enfermedad progresa, puede llegar a haber lesiones ulcerosas, necrosis e incluso gangrena franca.

## Diagnóstico
En la mayoría de las ocasiones el diagnóstico se establece con la exploración física del paciente. A pesar de ello, es imprescindible conocer con exactitud la repercusión de la enfermedad para lo que son necesarias algunas pruebas
diagnósticas específicas entre las cuales las denominadas técnicas no invasivas y, concretamente, el examen mediante doppler continuo, son las indicadas en la valoración inicial. Sólo si se plantea alguna actitud quirúrgica o intervencionista será necesaria la realización de estudios invasivos entre los cuales la arteriografía con contraste continúa siendo la prueba más utilizada.

## Tratamiento
El tratamiento dependerá del estado clínico en el que se encuentre el paciente y de los resultados de las pruebas diagnósticas y podrá ser médico y/o quirúrgico.
En las fases iniciales de la enfermedad (pacientes con claudicación a larga distancia) suele ser suficiente abandonar el hábito tabáquico, seguir una dieta pobre en grasas, evitar el sobrepeso, pasear diariamente, con objeto de favorecer el desarrollo de pequeños vasos colaterales y controlar adecuadamente la tensión arterial y la diabetes si las hubiere. Estas medidas generales constituyen la parte más importante del tratamiento pero, además, es necesaria la utilización de fármacos; los más eficaces son los agentes hemorreológicos y los antiagregantes plaquetarios.
En fases más avanzadas (claudicación a corta distancia, dolor de reposo o presencia de lesiones tróficas), además de las medidas ya comentadas, es necesario plantear una actitud más agresiva, quirúrgica o intervencionista. En algunas ocasiones las lesiones que causan los síntomas podrán ser resueltas mediante técnicas de cirugía endovascular (angioplastia, colocación de Stent (dispositivo), etc.), pero lo más frecuente es que sea necesaria la revascularización quirúrgica mediante la realización de derivaciones o "bypass". Esta técnica utiliza como injertos venas del propio paciente (generalmente vena safena) o material sintético (Dacron, PTFE).
En casos muy avanzados o si fracasan los intentos de salvar la extremidad puede ser necesaria la amputación.

## Pronóstico
Dependerá de cada caso pero, en términos generales, y puesto que se trata de enfermos con arteriosclerosis, la clave está en el control de los factores de riesgo y, sobre todo, en el abandono del tabaco.
- Datos: Q2892924